# Przemysław Słowik
Przemysław Szczepan Słowik (ur. 26 grudnia 1985 w Szczecinie) – polski polityk i samorządowiec, od 2022 współprzewodniczący Partii Zieloni.

## Życiorys
Jest absolwentem Wydziału Humanistycznego Uniwersytetu Szczecińskiego. Ukończył studia podyplomowe na kierunku Public Relations. Od grudnia 2012 roku do września 2014 roku pracował w Sunrise Finance Sp. z.o.o. jako dyrektor działu sprzedaży. Od września 2014 roku pracował w firmie home.pl. Rozpoczął następnie pracę jako kierownik sprzedaży w firmie Coffeedesk. 

### Działalność polityczna
Był sekretarzem zarządu zachodniopomorskiego, a także przewodniczącym szczecińskiego koła partii Nowoczesna. W wyborach parlamentarnych w 2015 roku bezskutecznie kandydował do Sejmu z listy tejże partii w okręgu 41. Od grudnia 2016 roku pełnił funkcję asystenta społecznego posła na Sejm VIII kadencji – Piotra Misiły.
W wyborach samorządowych w 2018 roku kandydował na radnego Rady Miasta Szczecin z koalicyjnego komitetu Platforma.Nowoczesna Koalicja Obywatelska. Został także ogłoszony kandydatem Koalicji Obywatelskiej na urząd wiceprezydenta miasta (w ramach kampanii ubiegającego się o stanowisko prezydenta Sławomira Nitrasa, który nie przeszedł do II tury). Uzyskał mandat radnego z wynikiem 3059 głosów. W radzie miasta zasiadł w klubie Koalicji Obywatelskiej, został wiceprzewodniczącym Komisji ds. Inicjatyw Społecznych, Sportu i Młodzieży. Przystąpił także do Komisji ds. Budownictwa i Mieszkalnictwa, Komisji ds. Gospodarki Komunalnej i Ochrony Środowiska oraz Miejskiej Komisji Wyborczej. 18 grudnia 2019 roku został przewodniczącym Komisji ds. Kultury i Promocji, powstałej w wyniku likwidacji Komisji Kultury.
W 2020 roku został współprzewodniczącym nowo powstałego szczecińskiego oddziału Partii Zieloni. 15 stycznia 2022 roku został wybrany na współprzewodniczącego partii Zieloni (wraz z Urszulą Zielińską). W wyborach parlamentarnych w 2023 roku bez powodzenia kandydował z listy KO do Sejmu w okręgu koszalińskim. W 2024 roku uzyskał reelekcję do rady miejskiej Szczecina oraz został kierownikiem ds. informatycznych w Wojewódzkim Funduszu Ochrony Środowiska i Gospodarki Wodnej w Szczecinie.